# San Juan Bautista (Abejar)

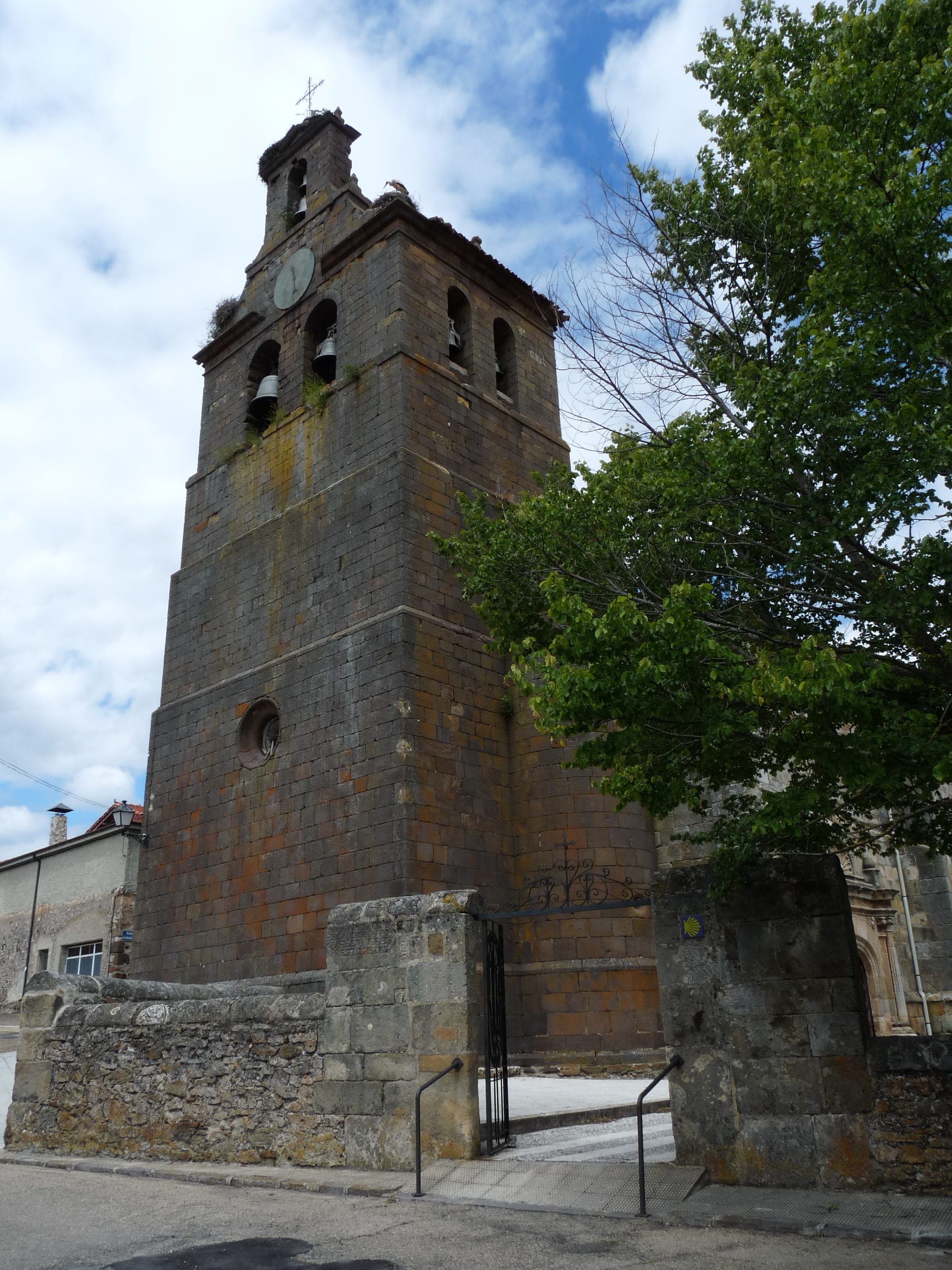
Turm der Kirche San Juan Bautista

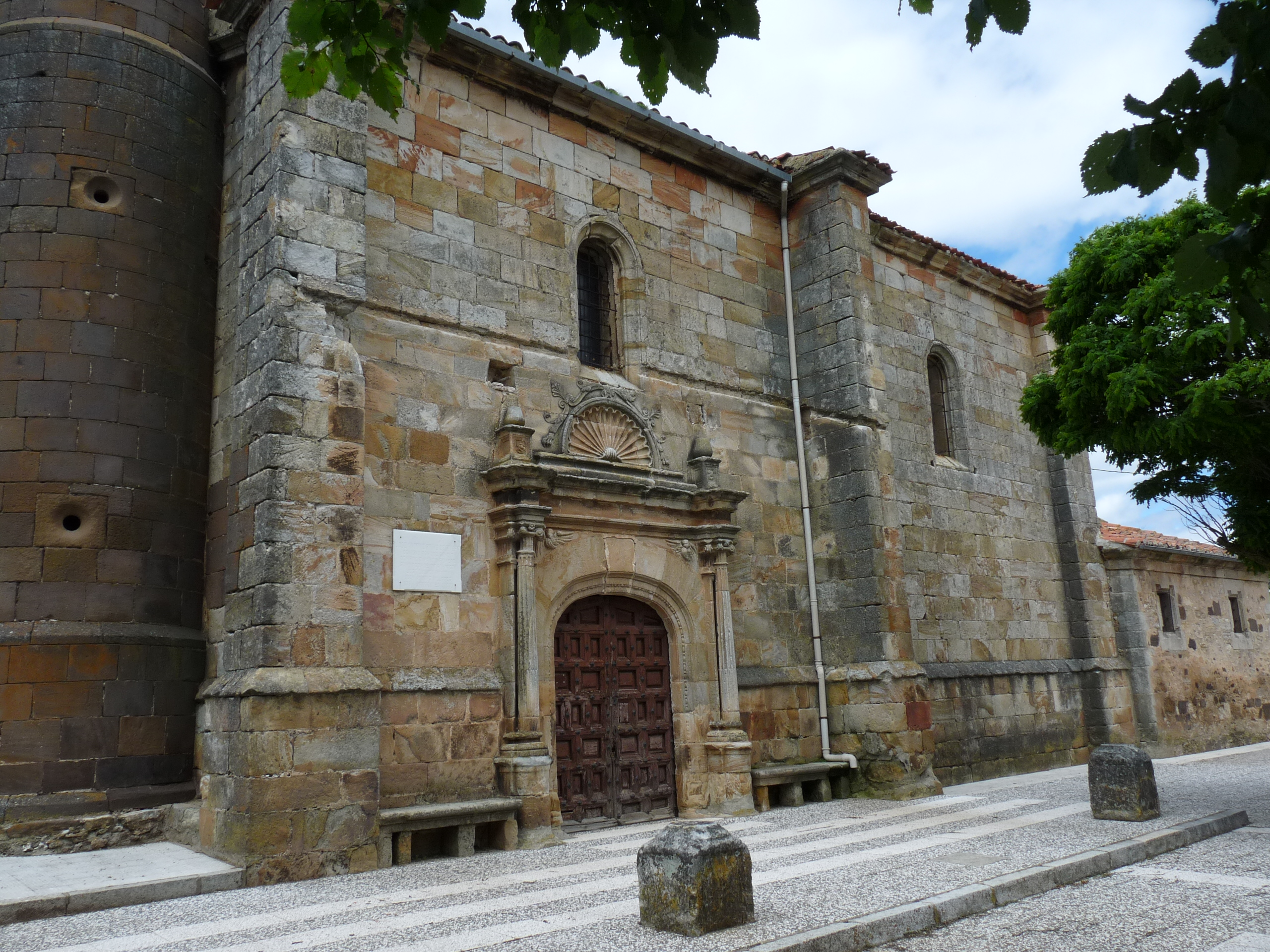
Südfassade mit Portal

Die römisch-katholische Pfarrkirche San Juan Bautista in Abejar, einer spanischen Gemeinde in der Provinz Soria der Autonomen Gemeinschaft Kastilien und León, wurde im 16./17. Jahrhundert errichtet.

## Architektur
Die spätgotische Kirche ist Johannes dem Täufer geweiht. Sie besitzt drei gleich hohe Schiffe und einen Hochchor im Westen. Der rechteckige Turm wurde 1627 hinzugefügt. Das Portal ist ein Werk der Renaissance.

## Ausstattung
Der romanische Taufstein aus der Zeit um 1200 ist das älteste Ausstattungsstück der Kirche. Er ist mit ineinander verschlungenen Bögen und Blattmotiven verziert. Der barocke Altar von 1664 ist erwähnenswert.